# Pretioscopus caprilei
Pretioscopus caprilei är en insektsart som beskrevs av Webb 1976. Pretioscopus caprilei ingår i släktet Pretioscopus och familjen dvärgstritar. Inga underarter finns listade i Catalogue of Life.